# Les (odbočka)
Les (nebo též Odb Les) byla odbočka, která se nacházela v km 241,165 jednokolejné trati Česká Třebová odjezdová skupina – Odb Les – Odb Zádulka, ze které v odbočce Les (km 4,328) vycházela jednokolejná trať do Třebovice v Čechách. Od 2. června 2025 je někdejší odbočka součástí stanice Česká Třebová a je označována jako Česká Třebová vjezdová skupina Les. Před začleněním do stanice Česká Třebová byla odbočka Les dálkově ovládána z odbočky Zádulka. Místo leží západně od obce Třebovice, na stejnojmenném katastrálním území.
Za normálních okolností je tento bod využíván jen pro nákladní dopravu, v případě výluk mohou vlaky osobní dopravy, které nestaví v České Třebové, jezdit přes odjezdovou skupinu a Les, dále pak na Zádulku (směr Brno) nebo do Třebovice v Čechách (směr Olomouc).

## Popis odbočky

### Do roku 2025
Odbočka je vybavena zabezpečovacím zařízením SZZ ETB, které je ovládáno pomocí rozhraní JOP ze sousední odbočky Zádulka. Odbočka je tedy trvale neobsazena dopravním zaměstnancem, nelze ji ani přepnout na místní obsluhu. V odbočce je jediná výhybka (č. 8 – jde o společné číslování výhybek s odbočkou Zádulka), je vybavena elektromotorickým přestavníkem a elektrickým ohřevem pro zimní podmínky. Odbočka je kryta dvěma vjezdovými návěstidly zapojenými do SZZ: ZS od odjezdové skupiny, TZL od Třebovice v Čechách. Odbočka Les není kryta návěstidlem ze směru od odbočky Zádulka, z tohoto směru je vjezd do odbočky Les umožněn již vjezdovými návěstidly 1L a 2L od Opatova do odbočky Zádulka. Jízda vlaků v přilehlých traťových úsecích je zajištěna jednosměrným automatickým blokem ve směru od odjezdové skupiny do odbočky Les a dále do odbočky Zádulka, resp. Třebovice v Čechách.

### Od roku 2025
Odbočka již není dálkově ovládána ze stavědla sousední odbočky Zádulka, ale je přímou součástí stanice Česká Třebová. Odbočka byla integrována do elektronického stavědla ESA, které je ovládáno pomocí JOP ze stavědla 014 v České Třebové. Jednosměrné automatické bloky na odbočných traťových kolejích byly nahrazeny obousměrným integrovaným traťovým zabezpečovacím zařízením AH-ESA s počítači náprav.